# Robin Norell
Robin Fredrik Norell, född 18 februari 1995, är en svensk ishockeyspelare som tillhör NHL-organisationen Edmonton Oilers och spelar på lån för Djurgårdens IF i SHL.

## Klubblagskarriär

### NHL

#### Chicago Blackhawks
Norell valdes av Chicago Blackhawks som 111:e spelare totalt i den fjärde rundan i NHL-draften 2013. Han skrev på ett treårigt entry level-kontrakt med Chicago Blackhawks den 31 mars 2016. Den 23 augusti 2018 lånades han ut till Djurgårdens IF för spel i SHL. Lånet gällde säsongen 2018–2019.

#### Edmonton Oilers
Den 30 december 2018 blev han tradad till Edmonton Oilers tillsammans med Brandon Manning, i utbyte mot Drake Caggiula och Jason Garrison. Blackhawks köpte emellertid ut Garrisons kontrakt, och han skrev på för Djurgården och blev Norells lagkamrat den 7 januari 2019.

## Landslagskarriär
Robin Norell tog silver i juniorvärldsmästerskapet i ishockey 2014.